# لا بوربانش (أين)
لا بوربانش (بالفرنسية: La Burbanche)‏ هي بلدية فرنسية تقع في إقليم الأين في فرنسا. رمز إنسي لها هو:1066. أما الرمز البريدي لها فهو: 1510.